# Simplicia simulata
Simplicia simulata är en fjärilsart som beskrevs av Moore 1882. Simplicia simulata ingår i släktet Simplicia och familjen nattflyn. Inga underarter finns listade i Catalogue of Life.